# Fatwa sulla cola
La fatwā sulla cola è stata pubblicata l'11 settembre 1951 sul quotidiano egiziano al-Ahram a firma del muftī Hasanayn al-Makhluf. La fatwā sentenzia che la Shari'a permette il consumo di Coca-Cola e Pepsi-Cola. Si è arrivati a questo pronunciamento a causa della diffusione di voci e teorie del complotto, come ad esempio quella che riguarderebbe il logo della Coca-Cola che, se guardato allo specchio, comporrebbe la frase "no Maometto, no Mecca" in caratteri arabi.

## Emissione della fatwā
Per avere una risposta precisa alla domanda se Coca-Cola o Pepsi-Cola fossero proibite dalla legge islamica il Dipartimento delle fatwā egiziano chiese al Ministero della salute di investigare sulla composizione delle due bibite. Il 25 agosto del 1951 il ministero non vi trovò tracce di narcotici, alcol né pepsina. L'uso di sostanze narcotiche e il consumo di alcol sono entrambi proibiti dalla Shari'a, (ḥarām), mentre la pepsina viene sintetizzata a partire dalla membrana dello stomaco dei maiali, e qualsiasi prodotto proveniente dal maiale è parimenti vietato. Il ministero dichiarò inoltre che le bevande non contenevano microbi nocivi per la salute. Basandosi quindi sulle informazioni fornite dal Ministero della salute, il Dipartimento delle fatwā dichiarò che le due bibite sono ammesse dalla legge islamica.
In questa fatwā il muftī Hasanayn al-Makhluf spiegò anche che qualunque alimento o bevanda è da considerarsi ammesso dalla legge islamica fino a quando non si prova che non lo sia, e che se una persona non conosce le caratteristiche o gli ingredienti di un alimento o di una bevanda il suo consumo è permesso fino a quando la natura dello stesso non venga determinata.